# Serhij Smelyk
Serhij Wolodymyrowytsch Smelyk (ukrainisch Сергій Володимирович Смелик, engl. Transkription Serhiy Smelyk; * 19. April 1987 in Krasnodon, Ukrainische SSR, Sowjetunion) ist ein ukrainischer Leichtathlet, der sich auf den Sprint spezialisiert hat.

## Sportliche Laufbahn
Erste internationale Erfahrungen sammelte Serhij Smelyk im Jahr 2012, als er bei den Europameisterschaften in Helsinki im 100-Meter-Lauf in 10,34 s den fünften Platz belegte und über 200 Meter wegen eines Fehlstarts im Vorlauf disqualifiziert wurde. Über 200 Meter konnte er sich aber für die Olympischen Spiele in London qualifizieren und schied dort mit 20,65 s in der ersten Runde aus. Im Jahr darauf belegte er bei der Sommer-Universiade in Kasan in 10,21 s den vierten Platz über 100 Meter und siegte mit der ukrainischen 4-mal-100-Meter-Staffel in 38,56 s. Anschließend erreichte er bei den Weltmeisterschaften in Moskau im 200-Meter-Lauf das Halbfinale und schied dort mit 20,42 s aus, während er mit der Staffel mit 38,57 s den Finaleinzug verpasste. Bei den IAAF World Relays 2014 auf den Bahamas siegte er in 38,53 s im B-Finale und anschließend gewann er bei den Europameisterschaften in Zürich in 20,30 s die Bronzemedaille hinter dem Briten Adam Gemili und Christophe Lemaitre aus Frankreich. Mit der ukrainischen Staffel schied er mit 39,03 s im Vorlauf aus. Daraufhin wurde er beim Continentalcup in Marrakesch in 20,37 s Fünfter über 200 Meter.
2015 schied er bei den Weltmeisterschaften in Peking über 200 Meter mit 20,60 s im Vorlauf aus und gelangte auch mit der Staffel mit 38,79 s nicht ins Finale. Anschließend schied er bei den Militärweltspielen im südkoreanischen Mungyeong über 100 Meter mit 10,85 s im Halbfinale aus und gewann über 200 Meter in 20,74 s die Silbermedaille hinter dem Italiener Eseosa Desalu. Im Jahr darauf schied er bei den Europameisterschaften in Amsterdam über 200 Meter mit 20,76 s im Halbfinale aus und nahm anschließend erneut an den Olympischen Spielen in Rio de Janeiro teil und scheiterte dort mit 20,66 s in der ersten Runde. 2017 schied er bei den Weltmeisterschaften in London mit 20,58 s in der Vorrunde aus und im Jahr darauf erreichte er bei den Europameisterschaften in Berlin mit 20,54 s im Halbfinale aus und belegte mit der Staffel in 38,71 s den fünften Platz.
Bei den IAAF World Relays 2019 in Yokohama schied er mit 38,84 s in der Vorrunde aus und anschließend wurde er bei den Europaspielen in Minsk in 10,35 s Zweiter über 100 Meter. Anfang September siegte er bei den Balkan-Meisterschaften in Prawez in 20,50 s über 200 Meter sowie in 40,40 s auch in der 4-mal-100-Meter-Staffel. Daraufhin erreichte er bei den Weltmeisterschaften in Doha das Halbfinale über 200 Meter und schied dort mit 20,55 s aus. Anschließend gewann er bei den Militärweltspielen in Wuhan in 20,58 s erneut die Silbermedaille über 200 Meter, diesmal hinter dem Brasilianer Aldemir da Silva Júnior und über 100 Meter belegte er in 10,39 s den vierten Platz. Bei den World Athletics Relays 2021 im polnischen Chorzów schied er mit 39,06 s im Vorlauf in der 4-mal-100-Meter-Staffel aus. Anschließend siegte er in 20,62 s über 200 m bei den Balkan-Meisterschaften in Smederevo. Daraufhin startete er über diese Distanz bei den Olympischen Spielen in Tokio und schied dort mit Saisonbestleistung von 20,53 s in der ersten Runde aus.
In den Jahren 2010 und 2012 sowie 2017 und 2018 wurde Smelyk ukrainischer Meister im 100-Meter-Lauf und von 2012 bis 2014 sowie 2016 und von 2018 bis 2021 auch über 200 Meter. Zudem wurde er 2015 Hallenmeister im 60-Meter-Lauf.

## Persönliche Bestzeiten
- 100 Meter: 10,10 s (+0,9 m/s), 12. Juni 2016 in Erzurum
  - 60 Meter (Halle): 6,71 s, 2. Februar 2018 in Kiew
- 200 Meter: 20,30 s (−1,6 m/s), 15. August 2014 in Zürich